# Wasilij Moskowski
Wasilij Pietrowicz Moskowski (ros. Василий Петрович Московский, ur. 1904 we wsi Boczejno w guberni nowogrodzkiej, zm. w czerwcu 1984 w Moskwie) – radziecki dowódca wojskowy, polityk, działacz partyjny i dyplomata, generał major.

## Życiorys
Od 1926 żołnierz Armii Czerwonej, słuchacz szkoły pułkowej w Leningradzie. W 1928 przyjęty do WKP(b), w latach 1929–1930 studiował na Wieczorowym Komunistycznym Uniwersytecie przy Wojskowej Akademii Politycznej im. Tołmaczowa. Od 1939 redaktor gazety „Krasnaja armija” Kijowskiego Specjalnego Okręgu Wojskowego, później redaktor gazety „Za Rodinu” Nadbałtyckiego Specjalnego Okręgu Wojskowego, w 1941 redaktor gazety frontowej Frontu Północno-Zachodniego, w latach 1941–1945 redaktor gazety Sił Wojskowo-Powietrznych „Stalinskij sokoł”, później członek kolegium redakcyjnego i redaktor gazety „Krasnaja zwiezda”. W Armii Czerwonej/Armii Radzieckiej służył do 1952, dosłużył się stopnia generała majora. Od 14 października 1952 do 30 marca 1971 członek Centralnej Komisji Rewizyjnej KPZR, od 1953 zastępca kierownika, później I zastępca kierownika Wydziału Propagandy i Agitacji KC KPZR, 1954–1955 główny redaktor pisma „Krasnaja zwiezda”, od 1955 do kwietnia 1956 ponownie I zastępca kierownika Wydziału Propagandy i Agitacji KC KPZR. Od kwietnia 1956 do października 1960 kierownik Wydziału Propagandy i Agitacji KC KPZR na RFSRR, od 27 października 1960 do 2 lipca 1962 zastępca przewodniczącego Rady Ministrów RFSRR, od 30 czerwca 1962 do 15 maja 1965 ambasador nadzwyczajny i pełnomocny ZSRR w Korei Północnej, od 15 grudnia 1969 do 30 marca 1971 zastępca przewodniczącego Centralnej Komisji Rewizyjnej KPZR, następnie na emeryturze.

## Odznaczenia
- Order Lenina
- Order Czerwonego Sztandaru (dwukrotnie)
- Order Czerwonej Gwiazdy (dwukrotnie)